# Deutsche Aircraft

Deutsche Regional Aircraft GmbH (брендується просто як "Deutsche Aircraft") — німецький виробник літаків, що базується в Оберпфаффенгофені, Німеччина.

## Історія
Історія Deutsche Aircraft починається з німецького виробника літаків Dornier Flugzeugwerke. Заснована в 1914 році компанія Dornier Flugzeugwerke виробляла багато конструкцій як для цивільного, так і для військового ринку.
Програма Dornier 328 почалася в середині 1980-х років, а турбогвинтовий двигун офіційно надійшов у комерційну експлуатацію в жовтні 1993 року. Концепція літака розвивалася роками під керівництвом групи Daimler-Benz, Fairchild Aircraft і AvCraft Aviation.
У 2006 році була заснована компанія 328 Support Services GmbH (328SSG), яка отримала права на сертифікат типу для Dornier 328. У лютому 2015 року американська аерокосмічна та інженерна компанія Sierra Nevada Corporation (SNC) придбала 328 Support Services GmbH.
Deutsche Aircraft розпочала діяльність як виробник оригінального обладнання (OEM) 7 грудня 2020 року за підтримки своєї материнської компанії SNC. Штаб-квартира Deutsche Aircraft знаходиться в аеропорту Оберпфаффенхофен поблизу Мюнхена.